# Великое герцогство Берг
Великое герцогство Берг (фр. Grand-duché de Berg; нем. Großherzogtum Berg) — вассальное государство Франции, основанное Наполеоном I после его победы при Аустерлице в 1805 году на землях между территориями Французской империи на Рейне и королевством Вестфалия. 

## История
В 1794 году в ходе войны первой коалиции, Франция аннексировала княжество Юлих, принадлежавшее княжеству Пфальц-Нейбург, которое, как и княжество Берг, с 1614 года находилось в личной унии с Виттельсбахами. При этом княжество Берг осталось во владении правителей Пфальц-Нейбурга. В 1803 году наследник Пфальц-Нейбурга, баварский курфюрст Максимилиан Иосиф, передал княжество Берг, отделённое от других баварских территорий в управление своему кузену Вильгельму Пфальц-Цвайбрюкен-Биркенфельд-Гельнхаузенскому и таким образом Берг оказался под властью младшей ветви Виттельсбахов.
В 1806 году в ходе реорганизации Германии вызванной роспуском Священной Римской империи, Максимилиан I Иосиф, теперь уже король Баварии, уступил Берг Наполеону в обмен на княжество Ансбах.
15 марта 1806 года французский император образовал из собственно Берга, герцогства Клеве на восточном берегу Рейна и некоторых других областей Великое герцогство Берг и отдал его под управление своего зятя Иоахима Мюрата.
Герб Мюрата сочетал красного льва Берга с гербом Клеве. Также на гербе присутствовали якорь и пушки, поскольку Мюрат являлся Великим адмиралом и маршалом Франции. Как муж сестры Наполеона, он также имел право на использование в гербе имперского орла.
12 июля 1806 года Мюрат вступил в Рейнский союз и принял титул великого князя. Земли великого герцогства были дополнительно увеличены за счет аннексии графства Марк, княжества Мюнстер, имперского города Дортмунд и многочисленных мелких территорий Нижнего Рейнско-Вестфальского округа (графства Бентгейм-Текленбург и Линген, аббатств Эльтен, Тессен и Верден). В 1806 году была учреждена почтовая служба.
После того, как Мюрат в 1808 году стал королём Неаполя, великое герцогство Берг первоначально управлялось по личной унии непосредственно Наполеоном.
В следующем году он назначил великим герцогом своего племянника малолетнего принца Наполеона Луи Бонапарта, старшего сына брата Наполеона, Луи Бонапарта, короля Голландии на условиях опекунства. Великим герцогством Берг фактически управлял французский чиновник Пьер-Луи Редерер.
К этому времени, (1809 год) Великое герцогство Берг занимало пространство в 17 500 км² с населением в 878 157 человек. Главным городом великого герцогства был Дюссельдорф, и все оно распределялось на четыре департамента.

### При Мюрате
2 декабря 1805 г. французские войска нанесли поражение австрийским и русским войскам в битве при Аустерлице, ставшим решающим в войне Третьей коалиции, завершившейся Прессбургским миром. Несколько месяцев спустя это привело к роспуску Священной Римской империи и основанию Рейнского союза. 15 марта 1806 г. король Баварии Максимилиан I уступил герцогство Берг Франции., что обязалась сделать по Шенбруннскому договору в обмен на княжество Ансбах.
В тот же день Наполеон передал суверенитет над Бергом и уступленного Пруссией герцогством Клеве своему зятю и полководцу Иоахиму Мюрату, который на несколько месяцев стал немецким принцем. Объединение Берга и Клеве стало продолжением умного союза1521 года, просуществовавшего по 1609 г.
Мюрат официально вступил во владение 19 марта 1806 года в Кельне, сначала как герцог Клеве и Берга, а восемь дней спустя ему на правах оммажа перешли landstände в Дюссельдорфе. Жан-Мишель Агар выполнял директивы Мюрата с 1806 по 1808 год в качестве министра финансов, временного государственного секретаря и президента государственного совета Берга. Во время своих редких визитов Мюрат жил в Губернаторском дворце (Statthalterpalais) на Мюленштрассе в Дюссельдорфе, который уже приобрел черты правительственного района при Виттельсбахах, а дворец Бенрат использовал в качестве резиденции.
В июле 1806 года на основании Акта о союза Рейнского союза Мюрат заявил о выходе из Священной Римской империи. С 1 августа 1806 года он заявил о суверенитете при взаимном признании подписавших его государств и принял титул великого герцога по 5-й статье Акта, после чего провёл медиатизацию: к герцогству были присоединены сеньории Бройх и Харденберг, анклав Лимбург-Штирум-Штирум, владений Гимборн-Нойштадт и Гомбург и некоторых владений графства Нассау-Узинга. Также были присоединены город Дойц, город Кёнигсвинтер и амты Волькенбург и Вилич, которые закрыли пограничную линию на Рейне. На юге к владениям Байльштайн присоединились Ораско-Нассауские княжества Зиген, Дилленбург и Хадамар вместе с сеньорией Бейльштейн, а также владения сеньория Вильденбург, барония Вестербург и Шадек и часть графства Вид-Рункель на правом берегу реки Лан. На северо-востоке в районе Вестфалии новое государство было расширено за счет графств Хорстмар, Бентгейм и Штайнфурт, княжества Рейна-Вольбек и голландской сеньории Лаге в графстве Бентхайм. Эти владения были географически отделены от остальной части страны, и добраться до них можно было только по транспортному сообщению через княжество Зальм.
После поражения Пруссии в войне Четвёртой коалиции и Тильзитского мира великое герцогство Клеве-Берг снова расширилось. К январю 1808 г. были добавлены в основном бывшие прусские владения: аббатства Эльтен, Эссен и Верден, графство Марк с Липпштадтом, княжество Мюнстер, графство Текленбург вместе с сеньорией Реда и графством Линген, бывший имперский город Дортмунд и районы Нассау вокруг Зигена и Дилленбурга. В то же время в январе 1808 г. город Везель стал частью Франции, его цитадель служила для контроля над соседним государством.

### При Наполеоне
В соответствии с Байонским договором от 15 июля 1808 года Наполеон назначил Иоахима Мюрата королем Неаполя, взяв на себя управление Великим герцогством Берг в личной унии с Французской империей. Благодаря этому Бергу удалось избежать аннексии, что было недопустимо в соответствии с Актом о Рейнском союзе. Мартен Годен (до 31 декабря 1808 г.), Юг-Бернар Маре (с 1 января 1809 г. по 23 сентября 1810 г.) и Пьер-Луи Рёдерер (с 24 сентября) исполняли обязанности государственных министров по делам Великого герцогства Бергского в имперском правительстве в Париже. Имперский комиссар Жак Клод Беньо как имперский комиссар в герцогстве в Дюссельдорфе вел с ними постоянную переписку. В этом отношении само Великое княжество вряд ли могло играть самостоятельную политическую роль..
3 марта 1809 года Наполеон провозгласил своего четырёхлетнего племянника Наполеона Луи Бонапарта великим герцогом Бергским. Из-за его несовершеннолетнего возраста и нежелания Наполеона передавать регентство его отцу и королю Голландии Людовику из-за серьёзных разногласий по поводу континентальной блокады, император предпочел сам взять на себя регентство.
После отречения от престола Голландии 1 июля 1810 г., великое герцогство Берг было лично объединено с королевством на несколько дней, ибо мальчик также стал королем Голландии. Эта уния оборвалась 9 июля 1810 г., когда Голландия была аннексирована Францией. Только 13 декабря 1810 г. французский сенат решил аннексировать владения Клеве и Берг к северу от линии, соединяющей Липпе через Хальтерн-ам-Зе, Тельгте и Боргхольцхаузен, чтобы включить их во вновь созданные департаменты Верхний Эмс и Липпе.
В 1811 г. Наполеон посетил великое герцогство и его столицу Дюссельдорф с целью личного обсуждения и проверки возникших трудностей, например, посредством контактов с членами администрации и предпринимательской среды. Чтобы удержать жителей Берга на стороне Франции и его как регента, он организовал торговую выставку, приказал украсить городские укрепления Дюссельдорфа Уполномоченные планировщики, в частности Максимилиан Фридрих Вейхе, затем постепенно осуществили размещение системы бульваров, эспланад и ландшафтных парков.
3 марта 1809 года Наполеон провозгласил своего четырёхлетнего племянника Наполеона Луи Бонапарта великим герцогом Бергским. Он был старшим выжившим сыном короля Голландии и братом более позднего Наполеона III. Поскольку Наполеон Людовик ещё не достиг совершеннолетия и поскольку Наполеон не хотел передавать регентство над Великим герцогством Берг своему брату Людовику, королю Голландии, из-за серьёзных разногласий по поводу соблюдения континентальной системы, император предпочел сам взять на себя регентство Берга.
После отречения короля Голландии 1 июля 1810 года Великое герцогство Берг было лично объединено с Королевством Голландия на несколько дней, потому что пятилетний великий герцог фон Берг также стал королем Голландии в качестве результате отречения отца. Этот личный союз внезапно оборвался, когда 9 июля 1810 года Голландия была аннексирована Францией. Первоначально Великое герцогство избежало аннексии. Только 13 декабря 1810 года французский сенат решил аннексировать районы Клеве и Бергиш к северу от линии, соединяющей Липпе через Хальтерн, Тельгте и Боргхольцхаузен, чтобы включить их во вновь созданные департаменты Обер-Эмс и Липпе.
В 1811 году Наполеон посетил Великое Герцогство и его столицу Дюссельдорф с целью личного обсуждения и проверки возникших трудностей, например, посредством контактов с деятелями администрации и экономики Бергиша. Чтобы удержать жителей Бергиша в пользу Франции и для него как регента Бергиша, он организовал торговую выставку Бергиша, которую он также посетил, приказал украсить городские укрепления Дюссельдорфа, которые были сняты с 1801 года, и сделал определённую сумму денег для этой цели. Уполномоченные планировщики, в частности Максимилиан Фридрих Вейхе, затем постепенно осуществили городское «украшение» с системой бульваров, эспланад и ландшафтных парков.
Экономический спад, вызванный неудавшейся континентальной блокадой, привели к серии бунтов и восстаний. Недолгое существование Великого герцогства подошло к концу, когда французские войска проиграли в битве под Лейпцигом. Ещё до совершеннолетия великого герцога Людовика, союзники заняли страну и учредили для временного управления губернаторство, а в 1815 году на Венском конгрессе Берг признано прусским владением. Берг стал частью провинции Юлих-Клеве-Берг, восточные территории Мюнстера и Марк были объединены в провинцию Вестфалия.

## Государственное устройство

### Судебная система
Наряду с Вестфалией и Княжеством Ашаффенбург/Государством князя-примаса/Великим герцогством Франкфурт считалось образцовым государством наполеоновской Германии.
Гражданский кодекс был введён в качестве основы юридической системы в 1810 году, также был введён Уголовный кодекс. Два года спустя организация судебной власти была реорганизована по французской модели. Это включало как французские судебные процедуры, так и нотариальный кодекс. Было окончательно завершено отделение судебной власти от исполнительной. Однако когда была введена французская система, в неё были внесены изменения — в основном местными властями — для лучшего учёта региональных требований. На практике внедрение новой судебной системы оказалось трудным, судебные органы часто были незнакомы с новыми правилами.
С 1806 года из бергского корпуса безопасности и дилленбургских гусар была сформирована государственная полиция под названием Landjäger.

### Экономика
Промышленность великого герцогства была особенно важна для Франции, потому что в её экономике ещё не были преодолены негативные последствия революции. Франция изначально предоставила Бергу льготный тариф, хотя герцогство сильно пострадало от организованной континентальной блокады, которая увеличила таможенные барьеры и фактически отрезала страну от рынков Франции, Италии и Голландии. Экспорт упал с 55 млн франков в 1807 году до 38 млн. в 1812 году. Ряд предпринимателей отреагировали на это, переместив свои предприятия на французский берег Рейна. Многие промышленники герцогства потребовали присоединения к Франции, но идея была отклонена из-за опасений конкуренции Берга с французскими производителями. Великое герцогство мало выиграло от ввоза контрабанды, вместо экспорта во Францию экономика теперь должна была сосредоточиться на торговле в Германии.
Однако географический перенос торговли с побережья во внутренние районы, особенно к Рейну, также укрепил отдельные секторы экономики. В 1811 году Фридрих Крупп благодаря эмбарго на ввоз английской литейной стали вместе с партнерами основал в Эссене литейный сталелитейный завод, ставший ядром индустриализации Рурской области.
Центром текстильной промышленности был район вокруг Бармена и Эльберфельда. Ещё до основания великого герцогства производство и переработка хлопка приобретали всё большее значение, в этой сфере в герцогстве работало 50 тыс. человек, но развитие застопорилось после 1806 года из-за таможенной политики.
Производство и обработка железа пережили значительный подъём, особое значение здесь имело мелкосерийное производство готовых металлических изделий, например ножей в Золингене. В целом, этот сектор все ещё был сравнительно небольшим, в нём работало 5 тыс. человек.

### Экономические и аграрные реформы
Предварительными этапами административно-правовой реформы были формальная отмена феодального строя и крепостного права (декабрь 1808 года), отмена феодализма (январь 1809 г.), упразднение гильдий, запрещение Mühlenbann (исключительное право помещиков строить и эксплуатировать мельницы), Kellerei (виноделен помещика) и пансионов, всеобщая свобода торговли (март 1809 года). Это способствовало появлению деловой буржуазии. Были также проведены фундаментальные реформы в судебной системе, почте, администрации и образовательной системе. Начатая в 1805 г. землемерная работа, в частности, для улучшения налогообложения, была продолжена при значительном вкладе астронома и геодезиста Иоганна Фридриха Бензенберга.
Аграрная реформа оказалась сложнее, ибо было невозможно преобразовать налоги фермеров в подлежащую вычету земельную ренту. Наконец, французские ипотечные правила также были переданы Великому герцогству. В 1808 году Наполеон издал декрет об отмене крепостного права и передаче полных прав на землю бывшим крепостным и арендаторам. В сентябре 1811 г. последовал ещё один указ, после которого истёк срок действия всех прав на нечастную феодальную собственность. В 1812 г. под давлением дворянства и на фоне готовившейся русской кампании правительство прекратило иски крестьян против прежних помещиков. Мало что изменилось в положении фермеров, потому что трансфертные сборы были слишком высоки. Для дворянства же реформы означали глубокий перелом — они в значительной степени утратили феодальные права и фактическую монополию на определённые должности и налоговые привилегии. Согласно французской модели, родовые поместья и владения подлежали утверждению государством.
Многие крестьяне протестовали против борьбы дворянства воспрепятствовать освобождению крестьян. Их дело поддержал Арнольд Маллинкродт и его газета Westfälisches Anzeiger. Делегация привезла петицию от крестьян в Париж, где Наполеон получил её и в конечном итоге тщетно пообещал исправить ситуацию.

### Вооружённые силы
В соответствии с Актом о создании Рейнского союза Великое герцогство Берг должно было предоставить войска и содержать её в случае военного конфликта. Для населения введение всеобщей воинской повинности внесло значительный вклад в растущее недовольство властью.
Уже в 1806 году был сформирован 1-й Бергский линейный пехотный полк, базировавшийся в Дюссельдорфе. В 1808 г. были добавлены ещё два подобных полка, в 1811 году явился четвёртый. К ним добавились конная артиллерия, пешая артиллерия и инженерные части. Первая кавалерийская часть была сформирована в 1807 году (Chevau-legers du Grand-duché de Berg). Первоначально это были шеволежеры в униформе по польскому образцу, позже стали отрядом охотников на лошадях в простой зелёной форме. В 1810 году были вооружены копьями и определены как уланы. Примерно в 1812 г. был создан второй кавалерийский отряд. С 1808 г. на флагах великокняжеских ассоциаций Берга был девиз Et nos Caesare duce («Мы тоже под руководством императора»). При этом было объявлено, что император Наполеон как регент Великого герцогства является их непосредственным главнокомандующим.
С 1808 г. бергская кавалерия принадлежала к императорской гвардии, отметившись в испанской кампании, войне четвёртой коалиции и пятой коалиций. Большой отряд бергцев участвовал в походе 1812 года в Россию: инженеры и сапёры служили в гвардейской артиллерии, большая часть бергской конницы попала в русский плен во время сражения на Березине. В январе 1813 году только 300 из 5000 человек вернулись в Мариенвердер.
В 1806 году герцогство предоставляло 3 тыс. солдат, к 1813 г. размер войска вырос до 9,6 тыс. Командиром был француз Франсуа-Этьен де Дамас, но большинство офицеров были немцами. Многие новобранцы пытались уклониться от набора войск бегством в Голландию или Великое герцогство Гессен. Жандармы должны были предотвратить побег новых солдат, в Люденшайде и Унне вспыхнули беспорядки из-за призыва. Чтобы предотвратить дезертирство, подразделения из Берга в основном использовались на дальних театрах военных действий, например, в Испании или в русской кампании. В 1813 году властям удалось призвать только 1,2 тыс. человек. Некоторые солдаты перешли в прусский лагерь после битвы под Лейпцигом.
После победы союзников подразделения Бергише были интегрированы в прусскую армию. Пехота стала 28-м и 29-м пехотными полками, 11-й прусский гусарский полк после промежуточных этапов был исключён из кавалерии.

### Религиозная и образовательная политика
Великое герцогство Берг состояло из территорий с разным вероисповеданием и разной конфессиональной историей. Районы Рейнской области и Мюнстерланда были в основном католическими, в то время как Бергишес-Ланд, Зигерланд и Маркский Зауэрландмаркском Зауэрланде — протестантскими. Кроме того, имелось небольшое еврейское население (4 — 5 тыс. человек). Секуляризация монастырей началась ещё до основания Великого княжества, епископства в Кельне и Мюнстере были вакантными и управлялись викариями капитула. В 1811 году Наполеон приказал реорганизовать приходы на основе новых административных границ, чего, как и основания епархии в Дюссельдорфе, так и не произошло. Духовенство оплачивалось государством.
Не было существенной реформы школьной системы. Декретами от декабря 1811 года Наполеон Бонапарт после своего визита в начале ноября 1811 года повелел восстановить разрушенный в 1794 г. французской революционной армии Дюссельдорфский замок и превратить в резиденцию университета с пятью факультетами.

### Освобождение евреев
Еврейское меньшинство было частично эмансипировано по примеру Вестфальского королевства: особое налогообложение и «защитные грамоты» были отменены министром финансов 22 июля 1808 г., полного гражданского равноправия достигнуто не было. Три центральных наполеоновских декрета 1808 г. (Familiennamen, Konsistorien, коммерческая деятельность), изданные для Франции, в Великом княжестве не вступили в силу. Юридическая автономия бывшего государственного раввина Лёба Арона Шойера (1736—1821) была упразднена. С момента введения Гражданского кодекса евреи находились под юрисдикцией государства.

## Правители
- Иоахим Мюрат (15 марта 1806 г. - 15 июля 1808 г.)
- Наполеон I (16 июля 1808 г. - 2 марта 1809 г.)
- Наполеон Луи Бонапарт (3 марта 1809 г. - ноябрь 1813 г.)
  - Регент: Наполеон Бонапарт